# Evenkiet
Het mineraal evenkiet is een organische verbinding, met de chemische formule CH3(CH2)22CH3. Het is daarmee de minerale vorm van het lineair alkaan tetracosaan. Evenkietkristallen zijn kleurloos, wit, geel, bruin of groen en bezitten een monokliene structuur, alhoewel ze soms hexagonaal lijken (dit zijn zogenaamde pseudohexagonale mineralen). Ze komen meestal voor als zeer zachte, lamellaire eenheden. Het smeltpunt bedraagt 50°C.
Het mineraal is noch magnetisch, noch radioactief.

## Naamgeving en ontdekking
Evenkiet is genoemd naar de typelocatie: het autonoom Russisch district Evenkië, waar het mineraal in 1953 door A.V. Skropyshev werd ontdekt aan de Beneden-Toengoeska.

## Herkomst
Het mineraal komt naast de typelocatie enkel voor in Curbans (Frankrijk) en Dubník (Slowakije).